# Atomlos durch die Macht
Atomlos durch die Macht ist ein österreichischer Dokumentarfilm. Mit Archivmaterial und Interviews zeichnet er die Geschichte der Anti-Atomkraft-Bewegung in Österreich nach und beschäftigt sich auch mit alternativen und erneuerbaren Energien und der künftigen Energiesicherheit.

## Inhalt
Österreich ist weltweit das einzige Land mit einem funktionsfähigen Atomkraftwerk, das aufgrund einer Volksabstimmung 1978 nie ans Netz gegangenen ist. Der Film begibt sich auf die Spuren der österreichischen Anti-Atom-Bewegung, die mit dem Widerstand gegen das geplante Kernkraftwerk in St. Pantaleon und gegen das Kernkraftwerk Zwentendorf ihren Ursprung genommen hat. Mit dem Widerstand gegen die Wiederaufarbeitungsanlage Wackersdorf, gegen Temelín, den Super-GAUs in Tschernobyl und Fukushima und an der Kritik am EURATOM-Vertrag ist sie gewachsen und bis heute aktiv.

## Themenabschnitte
- 00:00 Intro
- 05:35 Titel – Tschernobyl
- 09:12 Sankt Pantaleon
- 13:33 Zwentendorf
- 18:50 Abstimmung über Kernkraft in Österreich
- 21:40 Besuch in Zwentendorf
- 25:40 Politische Konsequenzen, demokratische Partizipation, WAA Wackersdorf
- 30:09 Temelin und Aktivismus
- 41:50 Energie und Politik, Lambach
- 45:15 Entstehung der Grünen, Energiewende
- 46:12 Ökonomie vs. Ökologie – Atomausstieg
- 49:12 EURATOM-Vertrag
- 50:44 Kosten Atomkraft, zivile und militärische Nutzung
- 52:48 Energiewende mit Erneuerbaren
- 55:40 Klimaerwärmung und Energiequellen
- 56:50 Atommüll, Verhältnis Politik und Energiewirtschaft
- 1:02:25 Grenzen des Überflusses, Krieg um Öl, Ausblick
- 1:06:20 Lösungskonzepte für die Zukunft[5]

## Produktion
Markus Kaiser-Mühlecker produzierte den Dokumentarfilm im Auftrag der österreichischen Anti-Atomkraft-Organisation atomstopp_atomkraftfrei leben!. Die Linzer Organisation hatte den Film 2018 anlässlich des 40. Jahrestages der Volksabstimmung über die Inbetriebnahme des AKW Zwentendorf initiiert.